# Точионик (Босна и Херцеговина)
Точионик (на сръбски: Точионик) е село в Босна и Херцеговина, разположено в община Соколац, в ентитета на Република Сръбска. Намира се на 1109 метра надморска височина. Населението му според преброяването през 2013 г. е 2 души, от тях: 2 (100 %) сърби.

## Население
Численост на населението според преброяванията през годините:
- 1961 – 185 души
- 1971 – 168 души
- 1981 – 112 души
- 1991 – 82 души
- 2013 – 2 души